# Mora Romagnola

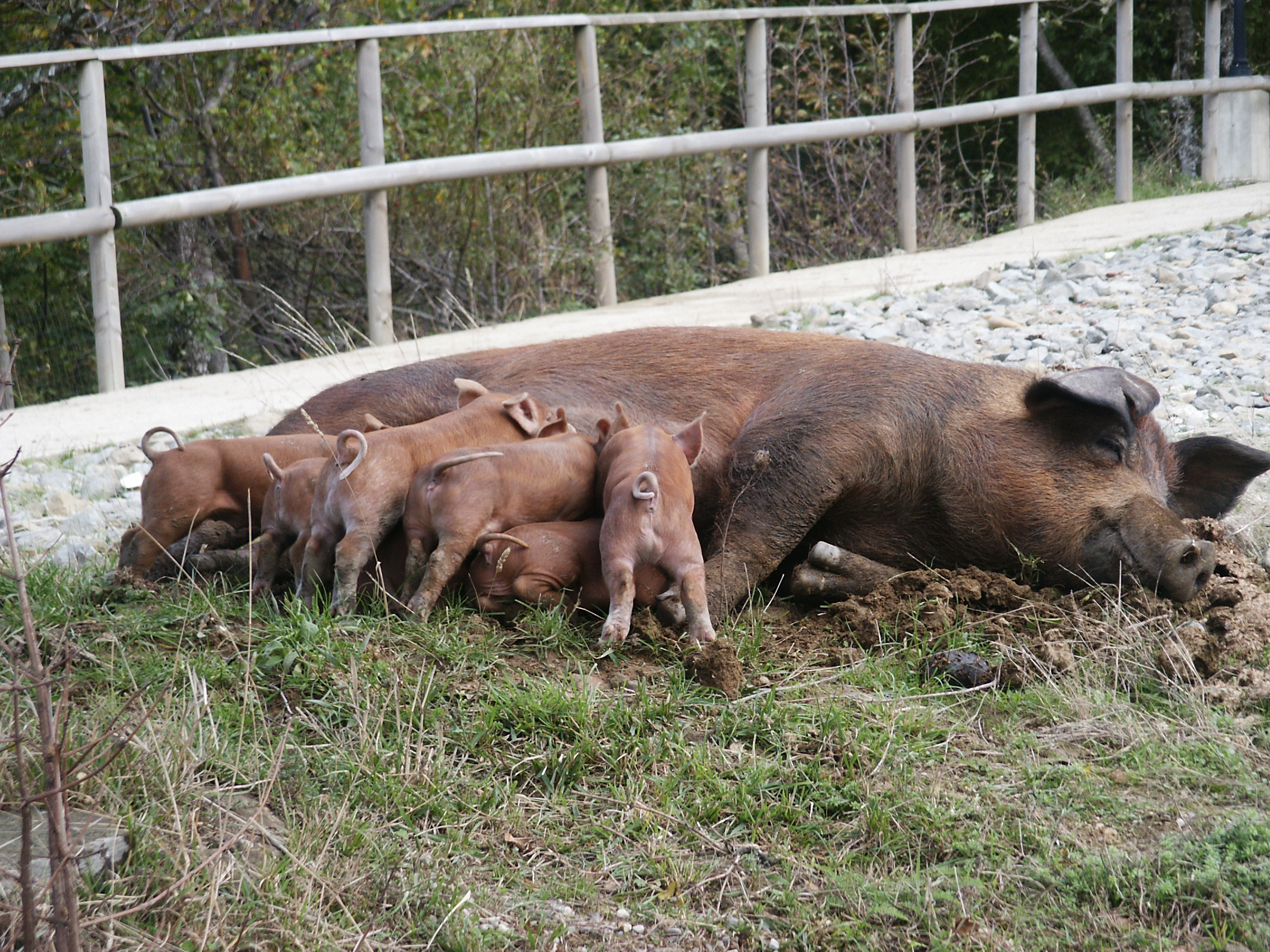
Mora Romagnola

Mora Romagnola ist eine autochthone italienische Schweinerasse, deren Heimatregion die Emilia-Romagna ist. Dort wird sie besonders in den Provinzen Forli-Cesena und Ravenna gehalten. Ursprünglich gab es drei Varianten des Mora Romagnola-Schweins: das Forlivese, mit schwärzlicher Haut und etwas helleren Flecken im Bereich des Bauches, das Faentina mit hellrotem  Rücken und dort weniger schwarz gezeichnet und das Riminese mit rötlichem Rücken und einer weißen Front und manchmal einem hellen Gürtel. 

## Geschichte
Die Rasse stand kurz vor dem Aussterben. Wurden 1918 in ganz Italien noch 335.000 Mora Romagnola-Schweine gezählt, war der Bestand 1949 auf etwa 22.000 Tiere geschrumpft. Anfang der 1990er gab es nur noch 18 Schweine dieser Art, die alle aus einem Zuchtbetrieb stammten. Mit Hilfe des WWF und der Universität Turin, die einen Plan zur Rettung der Rasse ausarbeiteten, stieg der Bestand wieder auf über 450 Exemplare an.
Die Ursachen für den Rückgang des Bestandes, der fast zur Extinktion der Rasse führte, liegen im langsamen Wachstum der Rasse, die sie für die moderne Mastzucht mit ihr schnell heranwachsenden Rassen unrentabel und damit uninteressant macht.

## Aussehen
Die Mora Romagnola zeichnet sich neben einer dunklen Färbung der Haut, durch einen langen Kopf mit einer sehr spitzen Schnauze aus. Die nach vorne zeigenden Ohren bedecken Augen und Schnauze. Auf der Linie der Rückenwirbel zum Becken tragen die männlichen Exemplare lange und dicke Borsten. Die Körper der Schweine sind lang und niedrig gebaut. Die Rasse, die im Freiland gehalten wird, erreicht ihr Schlachtgewicht von 180 bis 200 kg erst in zwei Lebensjahren erreicht. Charakteristisch für die Rasse sind die langen ausgeprägte Eckzähne der männlichen Tiere, die den Eckzähnen von Wildschweinen ähneln.

## Culatello
Zur Herstellung des Culatello (kleiner Hintern) werden die Keulen der Mora Romagnola und der Rasse Nero di Parma, auch Nera Parmigiana genannt, nach dem Schlachten ohne Oberschenkelknochen in eine durchlöcherte Schweinsblase gefüllt und mit Knoblauch, Rotwein, Salz und Pfeffer eingerieben. Während des folgenden, 14 Monate langen Reifeprozesses müssen die Colatelli gepflegt werden, das heißt, der entstandene Edelschimmel wird abgewaschen und es werden die vorgenannten Gewürze erneut eingerieben. Der Schimmel entsteht durch die im Sommer extrem hohe Luftfeuchtigkeit der von Flüssen und Kanälen durchzogenen Landschaft der Poebene. Im Winter erfolgt die Lagerung in geschützten, aber von Luft durchströmten Räumen. Durch den Belag mit Edelschimmel nimmt der Culatello einen besonderen Geschmack an.
Da die Anzahl der im Jahr hergestellten Culatelli im Vergleich zu den Millionen von Parmaschinken sehr gering ist, ist der Preis der Delikatesse sehr hoch.